# Pocta festivalu …příští vlna/next wave…
Pocta festivalu …příští vlna/next wave… je od roku 2003 (10. ročník) organizátory divadelního festivalu ...příští vlna/next wave... každoročně vyslovována a veřejně prokazována významným osobnostem a počinům ve sféře nezávislého a alternativního divadla, a to v šesti kategoriích: publikační čin roku, objev roku, producentský počin roku, osobnost roku, projekt roku a živoucí poklad. Zveřejňuje se zpravidla na zahajovacím večeru festivalu.

## Publikační čin roku
- 2003 – Nina Vangeli za vedení revue pro taneční a pohybové divadlo Taneční zóna.[1]
- 2004 – Tatjana Lazorčáková a Jan Roubal za publikaci K netradičnímu divadlu...[2]
- 2005 – Vlasta Smoláková za završení dokumentace díla režiséra Petra Lébla[3][4], včetně expozični formy.
- 2006 – Josef Kovalčuk za publikaci Bylo jich pět a půl...[5]
- 2007 – Ondřej Cihlář za publikaci Nový cirkus.[6]
- 2008 – Michala Pohořelá a její spolupracovnice Martina Musilová a Lucie Krupičková za podíl na mezinárodním edičním projektu Divadlo po rekonstrukci.[7]
- 2009 – Petr Minařík a Pavel Řehořík za vydávání měsíčníku Rozrazil.[8]
- 2010 – Vojtěch Varyš za kreativní a razantní vstup do internetového publikačního prostoru.
- 2011 – Bořivoj Srba za publikaci Vykročila husa a vzala člověka na procházku: Pojď!.[9]
- 2012 – Petr Váša za knihu a DVD Fyzické básnictví.[10]
- 2013 – Jan Dvořák za soustavné publikační mapování české nezávislé scény v nakladatelství Pražská scéna.
- 2014 – Tomáš Žižka a Radoslava Schmelzová za dlouhodobou sérii dokumentárních a esejistických knih na různá témata divadla site-specific, především za publikace Umění místa[11], Art of Place[12][13] a letošní KNOWtilus.[14][15]
- 2015 – Ctibor Turba za dokončení čtyřdílného cyklu publikací, mapujících historii Turbových projektů a jejich odnoží od začátku jeho uměleckých aktivit po současnost.[16][17][18][19]
- 2016 – Profesor Miloslav Klíma za sérii deseti sborníků Divadlo a interakce.[20]
- 2017 – Jan Motal za knihu Dialog uměním.[21]
- 2018 – Kolektiv autorů (Andrej Ďurík, Jan Frič, Lenka Jehlíková, Barbora Příhodová, Matěj Samec, Dragan Stojčevski, Lucia Škandíková, Daniel Špinar a Marie Zdeňková) za knihu, webové stránky i výstavu Iva Němcová.[22][23]
- 2019 – S.d.Ch. (Miloslav Vojtíšek) a nakladatelství Rubato za knihu Kniha Tutáč.[24]
- 2020 – Vladimír Mikulka, Jakub Škorpil a Martin J. Švejda, divadelní kati a kritici, zakladatelé Nadivadla[25] za jazykovou a stylistickou vytříbenost a názorovou razantnost, které jsou dnes ve světě internetové divadelní publicistiky ojedinělé.
- 2021 – Editoři Vladimír Havlík, Pavlína Morganová a Jana Písaříková za knihu Svázáno do Kozelky, věnované dílu konceptuálního umělce Milana Kozelky (1948–2014).[26]
- 2022 – Martin Machovec za knihu K interpretaci české podzemní a undergroundové literatury 1948-1989 (Torst 2021), kterou završuje své dlouholeté literární i společenské bádání.
- 2023 – Jiří Fiedor a nakladatelství Pulchra za vydání prvních pěti čísel legendárního undergroundového časopisu v publikaci s názvem VOKNO 1-5 (6). Kniha je první ze tří připravovaných svazků, v nichž postupně vyjde všech patnáct samizdatových čísel Vokna.
- 2024 – mloki.sk

## Objev roku (od roku 2020 Talent roku)
- 2003 – Martin Heřman Frys za koncepci a interpretaci projektu Vy tomu věříte? aneb Don Quijote de la mancha.
- 2004 – Ridina Ahmedová za autorskou inscenaci Hlasokraj.
- 2005 – Kabaret Caligula za odvážné autorské divadlo, zvláště za inscenaci Hamlet: Přání zabít.
- 2006 – Johana Švarcová za aktivní a tvůrčí účast v řadě projektů nezávislé divadelní scény.
- 2007 – Pavol Smolárik za sólové interpretační umění.
- 2008 – Jan Mocek za tvůrčí vedení souboru Teatro Hugo v Semilech a za obohacení loutkového divadla surrealistickými postupy.
- 2009 – Ján Mikuš za ryze autorské multioborové performance a režie.
- 2010 – Jindřiška Křivánková za výrazovou jedinečnost a hereckou osobitost v mnoha rozmanitých projektech.
- 2011 – Divadlo D'EPOG za vytváření výrazně experimentálních autorských projektů.
- 2012 – Jana Kozubková za nasazení, ochotu a schopnost propojovat rozličné nezávislé hudební a divadelní projekty.
- 2013 – Iamme Candlewick za účinnou podporu buskingu v Praze a za multikulturní přístup.
- 2014 – Pavol Seriš, renesanční muž a všestranný tvůrce, který plynule a poutavě střídá obory, žánry i druhy (nejen) umění.[27]
- 2015 – Antonín Brinda za jeho performance Animálie a NOT.FOR___: FUNKČNÍ-DYSFUNKČNÍ i za jeho dlouhodobý divadelně-sociologický průzkum Proti revoltě.[28]
- 2016 – Matěj Nytra za hledání nových uměleckých cest a zdařilé propojování divadelního a filmového jazyka.
- 2017 – Jana Orlová, performerka a básnířka, jež přirozeně a s lehkostí popírá hranice mezi literaturou, výtvarnem a divadlem.
- 2018 – Kult hanby (Vojtěch Hrabák, Petr Uhlík a kolektiv) za mladickou zaujatost a upřímnost tvorby.[29]
- 2019 – Ondřej Štefaňák za expresivní i iritující režie inscenací Lonely Horny Only v A studiu Rubín a Zmrzačení v Divadle X10.[30]
- 2020 – Skupina 8lidí[31] za projekty Press Paradox a La Moneda, kde mladí dramaturgové, režiséři a scénografové prokazují svérázný, hravý i intelektuální přístup ke společensky angažovanému divadlu, happeningu a (ne)herectví.
- 2021 – ka3ka3, výtvarnice a performerka.[32]
- 2022 – Tomáš Procházka, kterého je možno bez nadsázky označit za enfant terrible česko-slovenského divadla. Ovšem jen komplikované osobnosti mohou vytvořit tak silná díla, jako byla Procházkova loňská performance Večer, chvíle předtím, než jsem spáchal sebevraždu.
- 2023 – Musaši Entertainment Company za kreativní oživování loutkařiny, jarmarečního divadla a tradičních řemesel. Stálými členy jsou Adam Páník, Tereza Havlová a Františka Jesenská.
- 2024 – Mária Piatriková – Divadlo K

## Producentský počin roku
- 2003 – Jiří Dobeš a Zdeněk Závodný za otevření centra pro alternativní umění Divadlo 29 v Pardubicích a za organizaci festivalu alternativního umění Ostrovy neklidu.
- 2004 – Občanské sdružení MOTUS za podporu začínajících a nezávislých tvůrců, za koncept divadla Alfred ve dvoře v Praze a za projekt Nová síť.
- 2005 – Petr Bergmann za seriál kulturních aktivit na Broumovsku.
- 2006 – Divadlo Continuo za realizaci mezinárodního divadelního projektu Kratochvílení.
- 2007 – Roman Černík a Eva Ichová za projekt Otevřeného komunikačního prostoru Moving Station v Plzni.
- 2008 – Tomáš Lorenzo Zdenek a Franta Sádra za vytvoření centra nezávislé kultury Cross Club v Praze Holešovicích a za spoluproducentství site-specific projektu Bouře.
- 2009 – Jan Horák a MeetFactory za program propojující zahraniční režiséry s českými herci a za koncepci nezávislého Mezinárodního centra současného umění – MeetFactory.
- 2010 – David Mírek za dramaturgii Staré Arény v Ostravě a za organizaci festivalu Dream Factory v ostravském Dole Hlubina.
- 2011 – Stanislav Bohadlo za organizaci festivalu barokní kultury Theatrum Kuks, iniciaci vzniku souboru Geisslers Hofcomoedianten a za obnovení divadla Comoedien Haus v Kuksu.
- 2012 – Jiří Sulženko a David Kašpar za organizaci festivalu Street for Art v pražském Jižním Městě a za vytvoření dočasného prostoru pro 120 diváků (Divadlo Šnek) přímo ve stanici metra Opatov.
- 2013 – Ewan McLaren a Občanské sdružení Mezery za završení pětiletého cyklu Cesty energie (Zdař Bůh!! 2009, Voda 2010, Uran 2011, Ropa 2013).
- 2014 – Tým Staré Arény[33] v Ostravě (Petr Sedláček a spol.), nezávislého prostoru, lépe řečeno ostravské Mekky pro mladé, alternativní a nezávislé umělce a diváky.
- 2015 – Ivan Mečl, Sylva Hampalová a Gabriela Náhlíková za oživování bývalé papírny ve Vraném nad Vltavou a budování centra Perla.[34]
- 2016 – Spolek Jiné jeviště a celý tvůrčí a produkční tým za organizaci festivalu Menteatrál v Neratově v Orlických horách.[35]
- 2017 – Divadlo X10, které působí ve Strašnickém divadle v Praze, za pochopení a prosazování komunitní role divadla, letní hraní v kulturním centru Stalin, které umění navrací do veřejného prostoru a činí z něj každodenní nutnost, a v neposlední řadě za divadelní oživení prostoru DUP39.[36]
- 2018 – Přemysl Bureš a Absintový klub Les, ostravské undergroundové místo, kde se již pět let setkává literatura, divadlo, výtvarno a hudba, kde umělci ještě stále tvoří a pijí z vnitřního puzení a potřeby.[37]
- 2019 – Spolek Iniciativa pro Invalidovnu za oživování západního křídla této barokní památky v Praze Karlíně kulturou.[38]
- 2020 – Dramaturg Karel Kratochvíl a producent Jakub Vedral za projekt Art Parking v Pražské tržnici, protože se v době jarní koronakrize snažili nenechat padnout živé umění a zprostředkovávali ho alespoň motoristům.[39]
- 2021 – Platforma PiNKBUS za záštitu queer umělcům a za první ročník stejnojmenného festivalu.[40]
- 2022 – soubor Geisslers Hofcomoedianten, jenž již dvacet let, v dobrém i zlém, kreativně oživuje naše barokní dědictví.
- 2023 – Nezisková organizace Valdštejnské imaginárium za spravování barokní památky Valdštejnská lodžie v Jičíně, kterou naplňují hudbou, výtvarném a divadlem. Je důležitým místem setkání, odpočinku a kultivace.
- 2024 – Festival KioSk

## Osobnost roku
- 2003 – Tereza Georgievová za dosaženou metu úderného tanečního industriálu souboru Sangredans.
- 2004 – Jiří Jelínek za autorský talent, literární cit i imaginaci.
- 2005 – Viliam Dočolomanský za antropologický divadelní výzkum a za vedení mezinárodního divadelniho studia Farma v jeskyni.
- 2006 – Miroslav Bambušek za realizaci projektu Perzekuce.cz v industriálním prostoru La Fabrika v Praze a za iniciaci Multiprostoru Louny.
- 2007 – Jiří Adámek za realizaci hudebně-scénických kompozic, vokální performance a za teoretickou reflexi nových forem znělosti.
- 2008 – Jan Komárek za site-specific projekty v různých prostředích, zejména za projekt Tanec papírových tanečnic.
- 2009 – Rostislav Novák jr. za projekt nového cirkusu La Putyka.
- 2010 – Petr Boháč za činnost uměleckého šéfa skupiny Spitfire Company a za organizaci festivalu Nultý bod.
- 2011 – Adam Halaš za činnost uměleckého šéfa Experimentálního prostoru Roxy/NoD v Praze a za organizaci Festiválku Jsem spokojenej.
- 2012 – Miloš Orson Štědroň za dlouholetou hudební tvorbu pro divadlo, a především za autorské projekty.
- 2013 – Petr Macháček za vytvoření svébytného stylu činoherního divadla a dlouholetou činnost v Divadle Kámen.
- 2014 – Jan Malík, tanečník, pedagog, choreograf, producent projektů současného tance, vedoucí a spoluzakladatel souboru NANOHACH.[41]
- 2015 – Štěpán Kubišta a jeho spolupracovníci za otevření prostorů Jatka78 v holešovické tržnici[42] a Přístav 18600 na Rohanském ostrově[43]
- 2016 – Jiří Maryško za angažovanost, radikálnost, nekompromisní společenské postoje a za improvizovaná představení s Divadlem Demago.[44]
- 2017 – Magda Juránková, produkční, která stála za vznikem dlouhé řady projektů pražské nezávislé scény a nebojí se riskovat a komunikovat.
- 2018 – Karel Kratochvíl, aka Krutý krtek, společensky užitečné divadlo, které angažovaně rozvrtává půdu poklidného českého divadelního záhonku.[45]
- 2019 – Tomáš Vtípil za hudbu k inscenaci Woyczek v HaDivadle[46] i za další ruchy pro divadlo.
- 2020 – Jakub Čermák, velitel uměleckého gangu Depresivní děti touží po penězích, za dlouholeté ohledávání a posouvání hranic českého divadla i za vyvrcholení těchto snah v inscenaci Happy end v hotelu Chateau Switzerland.[47]
- 2021 – Hana Frejková, publicistka, zpěvačka a herečka, za osobní i umělecké obnažení v inscenaci Invisible I. / Hannah[48] a ve filmu Hannah – obyčejnej život.[49]
- 2022 – Pavel Štourač, režisér a umělecký vedoucí dnes již legendárního Divadla Continuo, které třicet let působí v jižních Čechách a vybudovalo kulturní centrum Švestkův dvůr v Malovicích, jež stálé láká mladé umělce k návštěvě a společné tvorbě.
- 2023 – Barbara Herz za autorství a režii inscenace Tanec dervišů v olomouckém Divadle na cucky. Poctu vyslovujeme nejen za tvorbu, ale především za osobní angažovanost, jelikož i po premiéře, a nejen uměním, bojuje za propuštěni adiktologa Dušana Dvořáka z vězení.
- 2024 – Jana Mikuš Hanzelová – Diera do sveta

## Projekt roku
- 2003 – Stefanía Thors za video sms experiment Comparatively Peaceful Existence.
- 2004 – VOSTO5 za projekt Divadelní stand'art.
- 2005 – Krepsko za projev umělecké odvahy v performanci Ukradené ovace.
- 2006 – Howard Lotker za projekt bytového divadla DoMA/at HoME.
- 2007 – Viktorie Čermáková za inscenaci Česká pornografie a za spoluúčast na založení Divadelního studia Továrna v Praze.
- 2008 – Petr Lanta za umožnění tvořivé a inspirativní spolupráce profesionálních a amatérských divadelníků v inscenaci hry Karola Wojtyly Před zlatnickým krámem.
- 2009 – Depresivní děti touží po penězích za kreativní divadelně-společenský koncept a za projekt Noci v bytě.
- 2010 – Jan Mocek, Jan Hofman a tvůrčí tým FKK za projekt souboru fyzického divadla FKK (Frei Körper Kultur) Semily.
- 2011 – Jiří Sozanský za projekt vernisáží a výstav Den dvacátý sedmý, který vyvrcholil performancí skupiny Spitfire Company Procesy 10 / 48 / 7830.
- 2012 – Lenka Faltýnková, Vilém Faltýnek a tvůrčí tým za projekt Rozeznění – Lidice 2012.
- 2013 – Spitfire Company za inscenaci Antiwords.
- 2014 – Tvůrčí tým projektu Autoatlas Ukrajiny (Ewa Zembok, Jana Hauskrechtová, Dominika Andrašková, Viktorie Čermáková, Matěj Samec).
- 2015 – Pavel Zajíček a tvůrčí tým inscenace Pustina ve Studiu Hrdinů v Praze.[50]
- 2016 – Tvůrčí tým projektu imerzivního divadla Pomezí v Praze.[51]
- 2017 – režisér Ivan Buraj a další inscenátoři Náměsíčníků v brněnském HaDivadle.[52] Vzniklo dílo, které klade otázky, co je vlastně realita, pravda a smysl, jak – a zdali vůbec – dílo interpretovat.
- 2018 – Apolena Vanišová a Petr Krusha za divadelní instalaci Kračun, kde se sváří věk přírody s dnešní městskou depresí a kde voda a půda spolupracuje s elektřinou a moderními technologiemi.[53]
- 2019 – Cyklus inscenací – Pustina, Soukromé rozhovory a Médeia spolku Jedl (Lucie Trmíková, Jan Nebeský, David Prachař a Martin Dohnal), "protože ctí slovo a umí ho propojit s hudbou, tancem i malbou".[54]
- 2020 – Inscenace Vyplním šaty své tělem svým Jána Sedala, uváděná v jeho brněnském bytě.[55]
- 2021 – Iniciativa Ne!musíš to vydržet (DAMU) za podnět, který měl a stále má za cíl nastolit potřebný dialog a inspirativní ovzduší v českém školství a divadle.[56]
- 2022 – skupina Studenti pro Ukrajinu za intenzivní a humánní půlroční činnost a její umělecké vyvrcholení v divadelním projektu Language barrier equal.
- 2023 – Exteriérová inscenace K prameni Jakuba Gottwalda. Projekt odehrávající se v týpích podává výrazně romantizované téma indiánů v syrové podobě. Nechává mnoho nevyřčeného, nedoslovuje, neagituje, ústy jednotlivých aktérů klade otázky. Tvůrčí tým si vše doslova oddřel, od těžby dřeva, přes stavbu až po přípravu výstupů.
- 2024 – Divadlo Stoka – Blaho Uhlár – Peter Tilajčík

## Živoucí poklad
- 2003 – Ivan Vyskočil
- 2004 – Bořivoj Srba
- 2005 – Jana Pilátová
- 2006 – Eva Kröschlová
- 2007 – Václav Martinec
- 2008 – Eva Tálská
- 2009 – Jan Schmid
- 2010 – Ctibor Turba
- 2011 – Arnošt Goldflam
- 2012 – Bohdan Holomíček
- 2013 – Andrej Krob
- 2014 – Hubert Krejčí
- 2015 – Karel Makonj
- 2016 – Petr Oslzlý
- 2017 – doc. PhDr. Věra Ptáčková
- 2018 – František Derfler
- 2019 – Nina Vangeli
- 2020 – Viktor Kronbauer
- 2021 – Vladimír Just
- 2022 – Vratislav Brabenec
- 2023 – Jan Číhal
- 2024 – Jozef Vlk